# Right by My Side
Right by My Side (До мен) е песен от албума Pink Friday: Roman Reloaded на американсата рапърка Ники Минаж, с участието на Крис Браун. Автор на песента е Естър Дийн. Тя написала песента за Риана и Крис Браун, а не за Ники.

## Видео
Видеото към песента е почнало да се снима на 28 април 2012 г. и е пуснато на 16 май 2012.То е също така любимото видео на Ники Минаж.В него участва рапъра Нас. Той играе ролята на гаджето на Ники.

## Дата на издаване
Песента е пусната в официалия уебсайт на Ники Минаж на 20 март 2012 г. и е официално издадена на 27 март 2012 г.

## Позиции в музикалните класации
| Държава                                 | Класация |
| --------------------------------------- | -------- |
| Франция (SNEP)                          | 122      |
| САЩ (Billboard Hot 100)                 | 51       |
| САЩ (Hot R&B/Hip-Hop Songs – Billboard) | 21       |